# Nederland op het Eurovisiesongfestival 2021

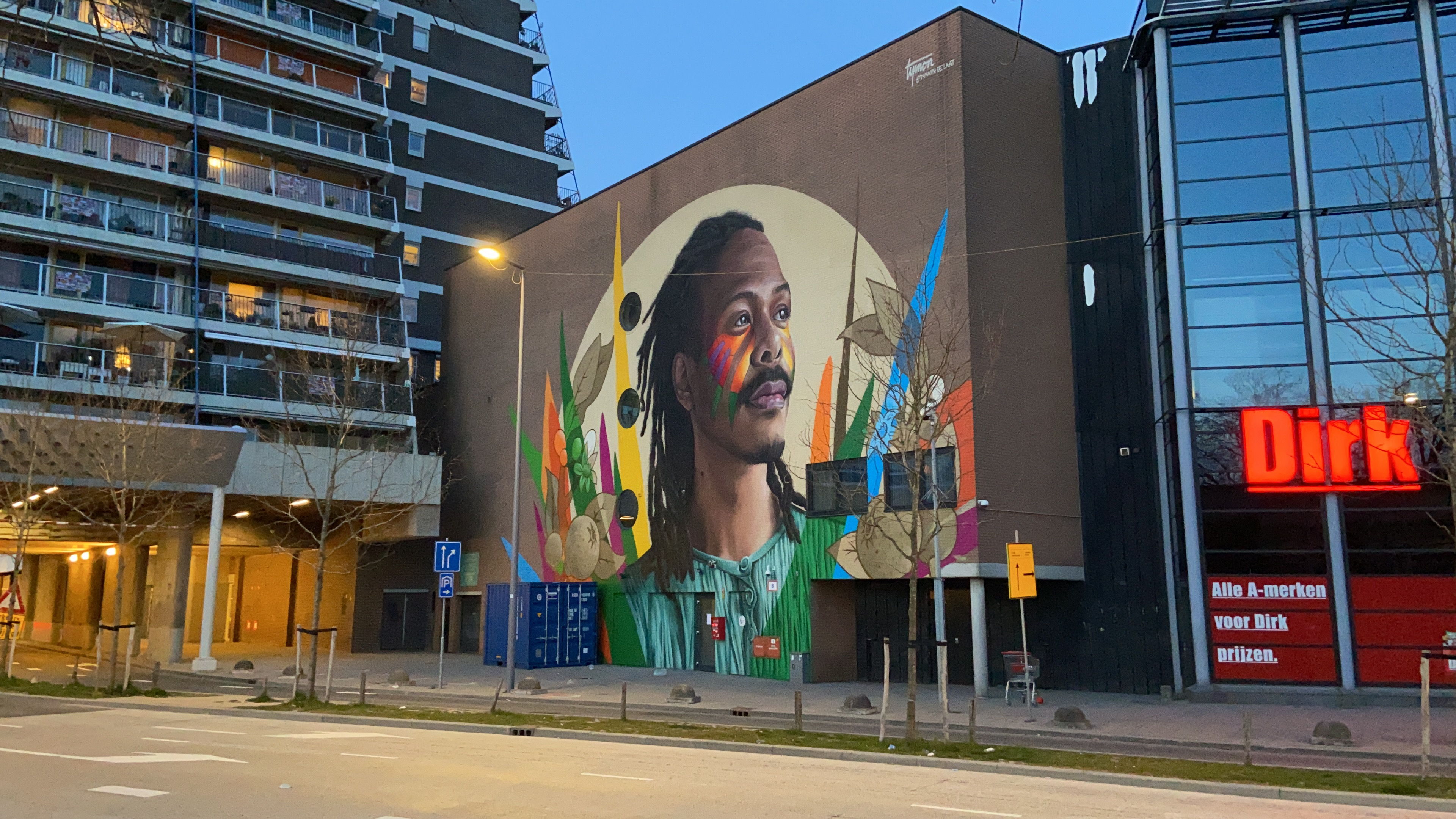
Wandschildering van Jeangu Macrooy, tegenover Ahoy, aangebracht door de Rotterdamse kunstenaar Tymon de Laat

Nederland nam deel aan het Eurovisiesongfestival 2021, dat gehouden werd in eigen land, in Rotterdam. Het was de 61ste deelname van het land aan het Eurovisiesongfestival. AVROTROS was verantwoordelijk voor de Nederlandse inzending.

## Selectieprocedure
Nadat Nederland het Eurovisiesongfestival 2019 had gewonnen, werd Rotterdam als gaststad geselecteerd voor het Eurovisiesongfestival 2020. Het festival werd evenwel in maart 2020 geannuleerd vanwege de COVID-19-pandemie. Nederland gaf meteen aan de editie van 2021 te zullen organiseren.
Jeangu Macrooy, die enkele maanden eerder was geselecteerd om het gastland te vertegenwoordigen, werd door AVROTROS wederom voorgedragen als Nederlandse kandidaat voor het Eurovisiesongfestival 2021. Het nummer waarmee hij zou aantreden werd op 4 maart 2021 vrijgegeven. Het kreeg als titel Birth of a new age.

## In Rotterdam
Als gastland mocht Nederland automatisch aantreden in de finale, op zaterdag 22 mei 2021. Jeangu Macrooy was als 23ste van 26 acts aan de beurt, net na TIX uit Noorwegen en gevolgd door Måneskin uit Italië. Nederland eindigde uiteindelijk op de 23ste plaats, met amper 11 punten. Alle punten werden vergeven door de vakjury's. Bij het grote publiek wist Nederland geen enkel punt te bemachtigen.
1956 · 1957 · 1958 · 1959 · 1960 · 1961 · 1962 · 1963 · 1964 · 1965 · 1966 · 1967 · 1968 · 1969 · 1970 · 1971 · 1972 · 1973 · 1974 · 1975 · 1976 · 1977 · 1978 · 1979 · 1980 · 1981 · 1982 · 1983 · 1984 · 1985 · 1986 · 1987 · 1988 · 1989 · 1990 · 1991 · 1992 · 1993 · 1994 · 1995 · 1996 · 1997 · 1998 · 1999 · 2000 · 2001 · 2002 · 2003 · 2004 · 2005 · 2006 · 2007 · 2008 · 2009 · 2010 · 2011 · 2012 · 2013 · 2014 · 2015 · 2016 · 2017 · 2018 · 2019 · 2020 · 2021 · 2022 · 2023 · 2024 · 2025
Albanië · Australië · Azerbeidzjan · België · Bulgarije · Cyprus · Denemarken · Duitsland · Estland · Finland · Frankrijk · Georgië · Griekenland · Ierland · IJsland · Israël · Italië · Kroatië · Letland · Litouwen · Malta · Moldavië · Nederland · Noord-Macedonië · Noorwegen · Oekraïne · Oostenrijk · Polen · Portugal · Roemenië · Rusland · San Marino · Servië · Slovenië · Spanje · Tsjechië · Verenigd Koninkrijk · Zweden · Zwitserland